# Gustave De Roeck
Gustave Adolphe De Roeck (België: Laken, 5 oktober 1892 – Frankrijk: Mons-en-Barœul, 9 januari 1966) was een Belgisch dirigent, trombonist en componist.
Hij was zoon van journalist Pierre Jean (Petrus Jan) De Roeck en Marie Hannaert.
Hij speelde trombone in de Koninklijk Harmonie in Laken na les vanaf zijn zevende jaar. Hij werd ontdekt door de fluitist/fluitdocent Marcel Demont van het Brussels Conservatorium. Op zeventienjarige leeftijd koos hij voor een militaire loopbaan als musicus in de muziekkapel van de Karabiniers onder leiding van Victor Turine. Er volgde een studie “op papier” vanuit Parijs gedurende de Eerste Wereldoorlog. Hij werd in 1917 gediplomeerd trombonist. Er volgde nog een opleiding bij Eugène Saeys aan de muziekschool in Vorst. Een andere trombonist, Jules Belangeois, raadde hem aan verder te studeren bij Paul Gilson, van wie hij lessen op het gebied van fuga/contrapunt, orkestratie, compositieleer en muziekpedagogiek kreeg.
Hij was in de jaren dertig (onder)kapelmeester bij diverse orkesten; onder andere in 1934 te Antwerpen en in 1937/1938 van een militair orkest in Brussel. De Tweede Wereldoorlog onderbrak zijn loopbaan; in 1941 ging hij tevens met pensioen. Na die oorlog ging hij werken bij de kapel van de Brusselse politie, een baan die hij tot 1963 aanhield en een orkest in Jette. Hij was tevens adviseur bij de BRT op het gebied van blaasmuziek, alsmede jurylid bij wedstrijden.
Zijn oeuvre bestaat grotendeels uit werken voor fanfare- en harmonieorkesten. Een aantal daarvan zijn ook in begin 21e eeuw in druk. Zijn Epaminondas uit 1956/1957 was dikwijls verplicht werk op muziekconcoursen (hoogste klasse) en was diverse keren in Nederland te horen.